# Municipio de New Prairie (Dakota del Norte)
El municipio de New Prairie (en inglés: New Prairie Township) es un municipio ubicado en el condado de Ward en el estado estadounidense de Dakota del Norte. En el año 2010 tenía una población de 237 habitantes y una densidad poblacional de 2,54 personas por km².

## Geografía
El municipio de New Prairie se encuentra ubicado en las coordenadas 48°9′10″N 101°4′44″O / 48.15278, -101.07889. Según la Oficina del Censo de los Estados Unidos, el municipio tiene una superficie total de 93.41 km², de la cual 93,19 km² corresponden a tierra firme y (0,24 %) 0,22 km² es agua.

## Demografía
Según el censo de 2010, había 237 personas residiendo en el municipio de New Prairie. La densidad de población era de 2,54 hab./km². De los 237 habitantes, el municipio de New Prairie estaba compuesto por el 98,31 % blancos, el 0,42 % eran afroamericanos, el 0,42 % eran amerindios y el 0,84 % eran de una mezcla de razas. Del total de la población el 0 % eran hispanos o latinos de cualquier raza.